# Motion Picture Patents Company

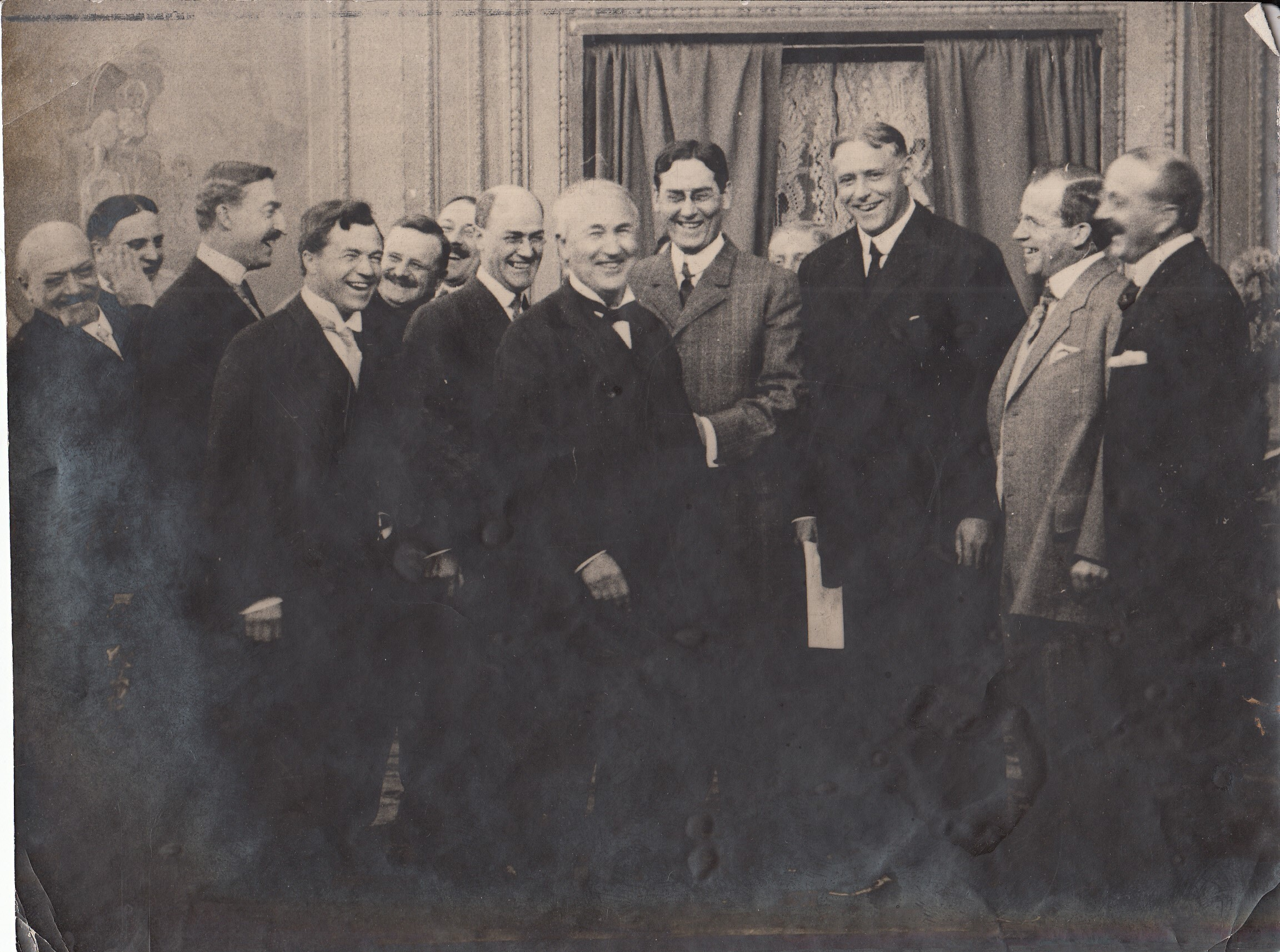
Thomas Edison et des associés de la Motion Picture Patents Company, 1908.

La Motion Picture Patents Company (MPPC), également appelée Edison Trust, est un trust cinématographique américain créé en 1908 et dissous en 1915, regroupant de nombreux producteurs américains, Edison, Biograph, Vitagraph, Essanay, Lubin, Selig, Kalem, ainsi que deux producteurs français implantés aux États-Unis, Pathé Frères et Star Film. Il a été dirigé par Thomas Edison et Jeremiah Kennedy (le représentant de la compagnie Biograph) et était simplement surnommé « le trust ». Il avait le monopole de la vente de pellicules (grâce à George Eastman) et percevait une taxe de deux dollars par semaine des exploitants de salle pour l'utilisation du projecteur breveté. De fait, en 1909, le trust monopolisait la quasi-totalité de la production américaine de films.

## Description
Des personnes commencent alors à se rebeller, avec en tête Carl Laemmle (futur fondateur d'Universal). Une légende veut que l'installation des studios de cinéma en Californie à Hollywood soit due au souci des producteurs d'échapper aux représentants de la MPPC car les détectives privés payés par Edison pouvaient débarquer sur les tournages dans les studios pour vérifier que les cadreurs tournaient avec des pellicules d'Eastman.
Cependant, cette légende ne peut être prise au sérieux. D'une part on remarque que les premières équipes qui viennent tourner à Hollywood, relèvent toutes de la MPPC, dite le Trust ; « les membres du Trust sont les premiers à repérer l'endroit et s'y installer ». D'autre part, comme le relèvent Joel Augros et Kira Kitsopanidou, le mouvement vers Los Angeles ne doit rien à un désir d'échapper aux espions du Trust. « On ne voit d'ailleurs pas pourquoi ces derniers ne pourraient pas prendre le train comme tout le monde. »